# Bogdan Vintilă
Bogdan Argeş Vintilă (Bucarest, 27 febbraio 1972) è un allenatore di calcio ed ex calciatore rumeno, di ruolo portiere.